# Rejon mijakiński
Rejon mijakiński (ros. Миякинский район) - jeden z 54 rejonów w Baszkirii. Stolicą regionu jest Kirgis-Mijaki.
100% populacji stanowi ludność wiejska, ponieważ w regionie nie ma żadnego miasta.
Башкорстанның Миякә районы